# أدولف ويبر
أدولف ويبر (بالألمانية: Adolf Weber)‏ (و. 1876 – 1963 م) هو عالم اقتصاد، وأستاذ جامعي، من ألمانيا، ولد في مشرنيش، توفي في ميونخ، عن عمر يناهز 87 عاماً.

## مناصب وهيئات
أدار جامعة لودفيش ماكسيميليان في ميونخ.

## جوائز
حصل على جوائز منها:
- قائد الصليب من وسام استحقاق جمهورية ألمانيا الاتحادية
- وسام الاستحقاق البافاري.

## روابط خارجية
- أدولف ويبر على موقع مونزينجر (الألمانية)